# René König (Biathlet)
René König (* 4. März 1972) ist ein früherer deutscher Biathlet.
René König gehörte in der ersten Hälfte der 1990er Jahre zu den besten deutschen Biathleten. Seine größten Erfolge erreichte er auf europäischer Ebene. Bei den Junioren-Weltmeisterschaften 1992 in Canmore gewann er sowohl im Sprint vor Franck Perrot und Ville Räikkönen als auch mit Marco Morgenstern, Carsten Heymann, Peter Sendel die Goldmedaille. Im Biathlon-Europacup gewann König in der Saison 1992/93 vor André Sehmisch und Reinhard Neuner die Gesamtwertung des Wettbewerbs. In der Folgesaison belegte er Rang drei hinter René Cattarinussi und Holger Schönthier in der Gesamtwertung. Mit Lars Kreuzer, Markus Quappig und Marco Morgenstern gewann er bei den Biathlon-Europameisterschaften 1995 in Le Grand-Bornand hinter der Vertretung aus Belarus die Silbermedaille im Staffelrennen.